# We Will Rave
We Will Rave ist ein Lied der österreichischen Sängerin Kaleen. Das Lied war der österreichische Beitrag beim Eurovision Song Contest 2024 in Malmö. Es handelt von einer Person mit gebrochenem Herzen, die raven geht, um ihren Schmerz nicht mehr zu spüren.

## Hintergrund
Der Song wurde von Anderz Wrethov, Jimmy Thörnfeldt, Julie Aagard und Thomas Stengaard geschrieben und komponiert.
Das Lied wurde offiziell am 1. März 2024 im Ö3-Wecker präsentiert. Allerdings wurde bereits am 16. Januar 2024, dem Tag als Kaleen als offizielle Vertreterin Österreichs beim Eurovision Song Contest vorgestellt wurde, im Internet geleakt. Kaleen stellte dabei jedoch klar, dass es sich bei der geleakten Version um eine frühe Version des Songs handelte.

## Musikvideo
Das Musikvideo wurde im Februar 2024 in Los Angeles gefilmt. Regie führte dabei der Modefotograf Rankin. Neben Kaleen traten fünf Kandidaten der 19. Staffel von Germany’s Next Topmodel in dem Video auf. Das Video sollte ursprünglich gemeinsam mit dem Song am 1. März veröffentlicht werden. Jedoch wurde das Video nach Angaben des ORF von der zuständigen Agentur nicht rechtzeitig an den ORF übermittelt. Schlussendlich wurde das Video am 4. März 2024 um 18 Uhr veröffentlicht.

## Eurovision Song Contest
Österreich nahm mit dem Titel am 68. Eurovision Song Contest teil, welcher vom 7. bis zum 11. Mai 2024 stattfand. We Will Rave wurde dem zweiten Halbfinale zugelost und startete dort an 6. Stelle von 16 Teilnehmern. Der Titel konnte sich auf dem 9. Platz mit 46 Punkten für das Finale qualifizieren und trat dort auf dem 26. und somit letztem Startplatz an. Kaleen erreichte den 24. Platz mit 24 Punkten, was aufgrund der Disqualifikation der Niederlande den vorletzten Platz bedeutete. Davon entfielen 19 Punkte auf die Jurys, bei welcher der Titel auf dem 20. Platz lag, und 5 Punkte auf die Zuschauer, was den 22. Platz bedeutete.

## Chartplatzierungen
| ChartsChartplatzierungen     | Höchstplatzierung | Wochen |
| ---------------------------- | ----------------- | ------ |
| Österreich (Ö3)              | 18 (3 Wo.)        | 3      |
| Schweiz (IFPI)               | 75 (1 Wo.)        | 1      |
| Vereinigtes Königreich (OCC) | 23 (1 Wo.)        | 1      |